# Имер
Имер (итал. Imer) је насеље у Италији у округу Тренто, региону Трентино-Јужни Тирол.
Према процени из 2011. у насељу је живело 1114 становника. Насеље се налази на надморској висини од 649 м.

## Становништво
| 1931. | 1936. | 1951. | 1961. | 1971. | 1981. | 1991. | 2001. | 2011. |
| ----- | ----- | ----- | ----- | ----- | ----- | ----- | ----- | ----- |
| 1.094 | 1.051 | 1.181 | 1.281 | 1.166 | 1.151 | 1.131 | 1.134 | 1.183 |